# François Van der Elst
François Van der Elst (1 de desembre de 1954 - 11 de gener de 2017) fou un futbolista belga.

## Selecció de Bèlgica
Va formar part de l'equip belga a la Copa del Món de 1982. Fou jugador de New York Cosmos i West Ham United.
El seu germà Leo també fou futbolista.